# Pseudoheterochelus wallekraalensis
Pseudoheterochelus wallekraalensis är en skalbaggsart som beskrevs av Schein 1959. Pseudoheterochelus wallekraalensis ingår i släktet Pseudoheterochelus och familjen Melolonthidae. Inga underarter finns listade i Catalogue of Life.